# Dave Berry
David Holgate Grundy (Sheffield, 6 de fevereiro de 1941), conhecido artisticamente por Dave Berry, é um cantor britânico que fez sucesso como um ídolo teen na década de 1960.

## Biografia
Nascido em Woodhouse, uma paróquia civil de Sheffield, Berry começou na música após seu pai, que era pedreiro e baterista profissional, o ensinou a tocar o instrumento. Ele ainda estudou na Woodhouse County Council School até os 16 anos, quando decidiu trabalhar como soldador.
Apresentando uma mistura de R&B com baladas pop, ele foi extremamente popular nas paradas musicais do Reino Unido por um tempo, mas nunca conseguiu conquistar mercados estrangeiros. Em sua carreira, iniciada em 1963, destacam-se "The Crying Game" (1964), "Mama" (1966) "This Strange Effect" "Little Things" (ambas de 1965), famosa na voz de Bobby Goldsboro. Antes de seguir carreira solo, integrou a banda Dave Berry and the Cruisers, composta por John Fleet (baixo e piano), Roy Barber (guitarra), Frank Miles (guitarra) e Kenny Slade (bateria).
Duas de suas músicas tiveram regravações conhecidas: "Don't Give Me No Lip Child" ganhou uma versão do grupo Sex Pistols, enquanto "The Crying Game", composta por Geoff Stephens, foi regravada pelo também britânico Boy George, para a trilha sonora do filme homônimo, lançado em 1992. No total, Berry lançou 8 discos (2 EPs e 6 LPs), um DVD e 5 álbuns especiais.

## Discografia

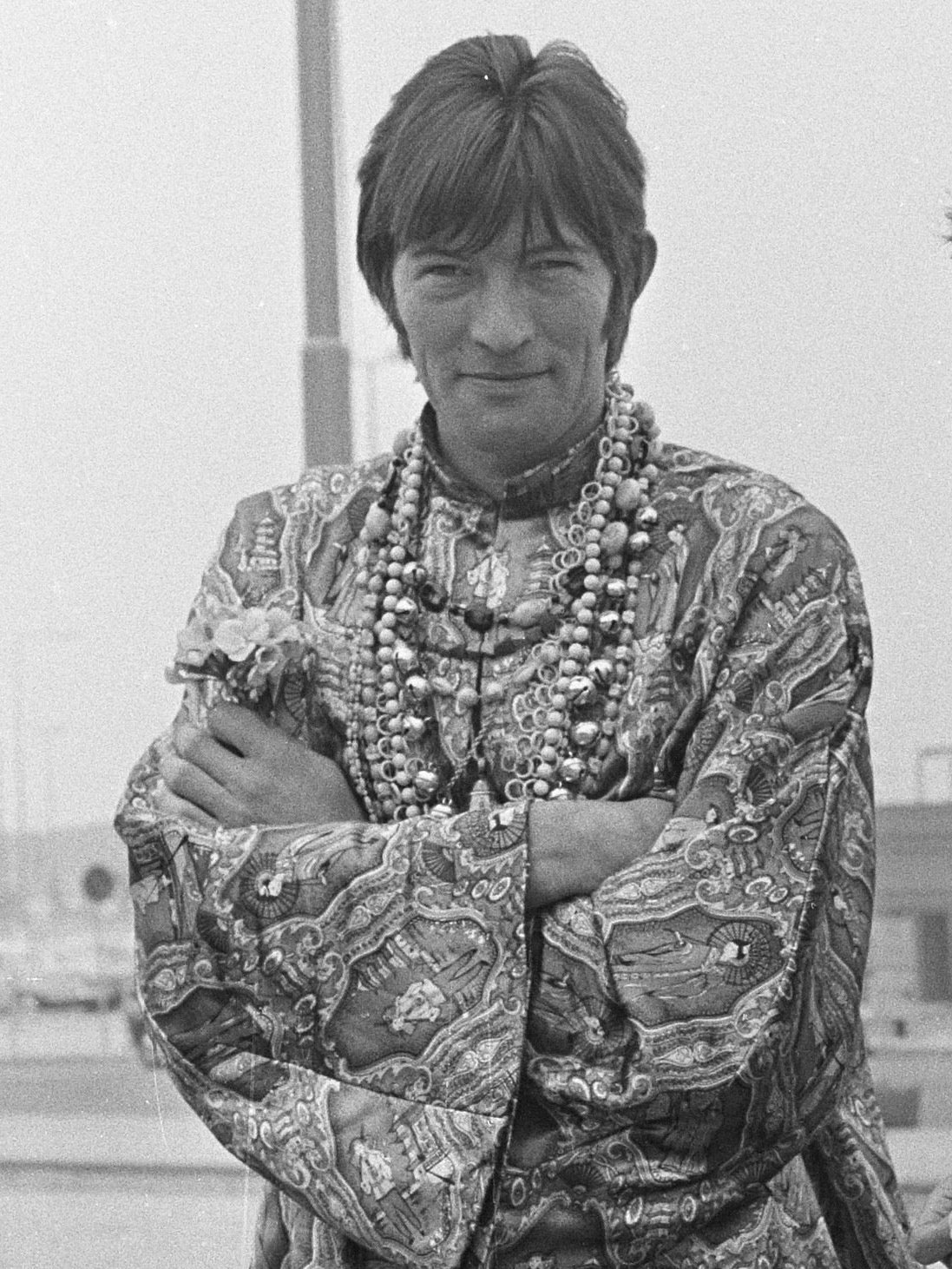
Dave Berry, em 1967

### Singles
| Ano  | A-side                       | B-side                         | UK Singles Chart |
| ---- | ---------------------------- | ------------------------------ | ---------------- |
| 1963 | "Memphis, Tennessee"         | "Tossin' and Turnin'"          | 19               |
| 1964 | "My Baby Left Me"            | "Hoochie Coochie Man"          | 37               |
| 1964 | "Baby It's You"              | "Sweet and Lovely"             | 24               |
| 1964 | "The Crying Game"            | "Don't Gimme No Lip Child"     | 5                |
| 1964 | "One Heart Between Two"      | "You're Gonna Need Somebody"   | 41               |
| 1965 | "Little Things"              | "I've Got a Tiger by the Tail" | 5                |
| 1965 | "This Strange Effect"        | "Now"                          | 37               |
| 1965 | "I'm Gonna Take You There"   | "Just Don't Know"              | –                |
| 1966 | "If You Wait For Love"       | "Hidden"                       | –                |
| 1966 | "Mama"                       | "Walk, Walk, Talk, Talk"       | 5                |
| 1966 | "Picture Me Gone"            | "Ann"                          | –                |
| 1967 | "Stranger"                   | "Stick by the Book"            | –                |
| 1967 | "Forever"                    | "And I Have Learned to Dream"  | –                |
| 1968 | "Just As Much As Ever"       | "I Got the Feeling"            | –                |
| 1968 | "(Do I Figure) In Your Life" | "Latisha"                      | –                |
| 1969 | "Huma-Lama"                  | "Oh What a Life"               | –                |
| 1970 | "Change Our Minds"           | "Long Walk to D.C."            | –                |
| 1970 | "Chaplin House"              | "Trees"                        | –                |
| 1972 | "Moving On (Turn Around)"    | "Don't Bring Me Down"          | –                |
| 1973 | "I Can Make You Cry"         | "Midnight Stage"               | –                |
| 1974 | "My Baby Left Me"            | "Memphis, Tennessee"           | –                |
| 1980 | "Pebble To Pearls"           | "Anyone Else But You for Me"   | –                |
| 1988 | "Out of Time"                | "Serenade for Alice"           | –                |

### EPs
- 1964 "Me-O-My-O" / "St. James Infirmary" / "If You Need Me" / "Ella Speed"
- 1965 "Can I Get It From You" / "Why Don't They Understand" / "Always, Always (Yesterday's Love Song)" / "He's With You"

### Álbuns originais
- 1964 Dave Berry (Decca)

"The Crying Game" / "Not Fade Away" / "I Don't Want To Go On" / "Ella Speed" / "The Girl from the Fair Isle" / "Go on Home" / "Everybody Tries" / "God Bless The Child" / "Memphis, Tennessee" / "On The Other Side of Town" / "Go Home Girl" / "My Last Date" / "St. James Infirmary" / "Just A Little Bit" / "See See Rider" / "Don't Make Fun of Me"
- 1966 Special Sound of Dave Berry (Decca)

"Mama" / "I Ain’t Going With You Girl" / "It’s Gonna Be Fine" / "You Made A Fool of Me" / "Sticks And Stones" / "Now And From Now On" / "Same Game" / "Alright Baby" / "I Love You Babe" / "Soft Lights And Sweet Music" / "Green Grass" / "Love Has Gone Out of Your Life" / "Little Things"
- 1966 One Dozen Berries (Decca)

"Hey Little Girl" / "Round And Round" / "Casting My Spell" / "Girl From The Fair Isle" / "Fanny Man" / "If You Wait For Love" / "Sweet And Lovely" / "Tears To Remind Me" / "Baby It's You" / "Run My Heart" / "I Love You Babe" / "Heartbeat"
- 1968 Dave Berry '68 (Decca)

"Maybe Baby" / "Coffee Song" / "She Cried" / "And The Clock on the Steeple Struck 13" / "You Can Live on Love" / "My Baby Left Me" / "Baby’s Gone" / "Dying Daffodil Incident" / "Suspicions" / "Since You’ve Gone" / "Stick To It Ivity" / "I Got The Feeling"
- 1988 Hostage to the Beat

"Searchlight" / "Love from Johnny" / "Heart of Stone" / "Love is a Killer" / "Bring my Cadillac Back" / "God Bless the Child" / "Mountains of the Moon" / "On the Waterfront" / "My Baby Left Me" / "For a Knight to Win His Spurs" / "Boppin' the Blues" / "Tracks of My Tears"
- 2003 Memphis....in the Meantime

"Mercury Blues" / "Same old Blues" / "Mean 'ol Frisco" / "Are You Going My Way" / "Memphis in the Meantime" / "Cajun Moon" / "Georgia Rae" / "Pony Boy" / "Taking the Midnight Train" / "Boppin' the Blues" / "My Baby Left Me" - Blues Matters! Records

### Álbuns de compilação
- 1976 Remembering... (Decca)
- 1983 The Crying Game (Decca)
- 1986 This Strange Effect (See for Miles)
- 2009 This Strange Effect (The Decca Sessions 1963–1966) (2-CD, RPM)
- 2011 Picture Me Gone (The Decca Sessions 1966–1974) (2-CD, RPM)

### DVDs
- 2011 Berry – available on the Dave Berry website